# Làng toàn cầu (Dubai)
Làng toàn cầu Dubailand, Dubai, tuyên bố là dự án du lịch, giải trí, mua sắm lớn nhất thế giới. Đây là điểm đến văn hóa, giải trí và mua sắm đầu tiên của khu vực dành cho gia đình. Mỗi năm, nó có hơn 5 triệu du khách trên diện tích 1.600.000 mét vuông.

## Lịch sử
Làng toàn cầu bắt đầu dưới hình thức một số kiốt vào năm 1996 nằm trên Creek Side đối diện với Dubai Municipality. Sau đó nó chuyển sang khu vực Oud Metha gần thành phố Wafi trong 5 năm. Ngày nay, làng toàn cầu thu hút 6 triệu du khách tại vị trí hiện tại của nó ở DubaiLand.

## Sự kiện và số liệu
| Năm     | Số lượng khách |
| ------- | --- |
| 2014/15 | Từ ngày 6 tháng 11 năm 2014 đến ngày 11 tháng 4 năm 2015, 156 ngày. |
| 2013/14 | Từ ngày 5 tháng 10 năm 2013 đến ngày 12 tháng 4 năm 2014, 191 ngày. |
| 2012    | 7 triệu triệu khách. |
| 2011    | 5 triệu khách, 151 ngày và 45 gian hàng quốc gia. |
| 2008    | 4,50 triệu lượt khách. |
| 2007    | 4.20 triệu du khách, 59 ngày và 39 gian hàng quốc gia. |
| 2006    | 2,10 triệu lượt khách, 129 ngày và 40 gian hàng quốc gia. |
| 2005    | 5,00 triệu khách, 79 ngày. Làng toàn cầu đạt mốc 10 năm với vị trí mới và thời gian hoạt động dài hơn.                                                                                            |
| 2004    | 5.20 triệu du khách, 38 quốc gia tham gia. |
| 2003    | 3.10 triệu du khách, 31 quốc gia tham gia. |
| 2002    | 2,33 triệu lượt khách, 28 gian hàng quốc gia. |
| 2001    | 1.68 triệu du khách, 25 gian hàng quốc gia. |
| 2000    | 1,59 triệu lượt khách, 22 gian hàng quốc gia. |
| 1999    | 1.45 triệu du khách, 20 gian hàng quốc gia từ khắp nơi trên thế giới. |
| 1998    | 1,20 triệu du khách, 20 gian hàng quốc gia từ khắp nơi trên thế giới. |
| 1997    | 900.000 khách, 18 quốc gia. |
| 1996    | Làng toàn cầu ban đầu là một địa điểm nhỏ dọc theo Nhánh sông Dubai với các ki-ốt nhỏ đại diện cho các quốc gia khác nhau. Trong năm đầu tiên, Làng toàn cầu có hơn 500.000 lượt khách tham quan. |

## Sự cố
Một đám cháy bùng phát trong gian hàng Trung Quốc vào ngày 25 tháng 6 năm 2018 trong quá trình phá hủy. Không có thương tích nào được báo cáo.